# 真夏の大収穫祭
真夏の大収穫祭（Summer Squashing）は、2007年11月10日に発表されたトムとジェリーテイルズの短編作品である。

## ストーリー
トムは飼い主の女性に「自慢の畑を荒らされないよう見張り」を命ぜられ、不審者に目を光らせる。のちにジェリーや他の動物が畑に侵入すると作物を食い荒らされないよう追い払うが、
そのうちにジェリーそっくりのネズミが何匹も畑へ侵入。トムが本物のジェリーを追い払う間、他のジェリーそっくりネズミに作物を盗まれ、ついには反撃を喰らってサイロ
まで飛ばされたのち、外に干されていた洗濯物に引っかかってしまう。
やがて飼い主が帰宅すると、自慢の畑がネズミたちに荒らされた惨状を目の当たりにして激怒。畑を不審者から守れなかったトムに罰として案山子の役をやらせた。

## 登場キャラクター
トム
飼い主の女性より「畑を荒らされないよう見張る」よう命ぜられ不審者に目を光らせる。ジェリーや他の動物がやってくると作物を食い荒らされないよう追い払うが、やがてジェリーそっくりのネズミが何匹も畑へ侵入したため追い払うのに苦戦し、作物を盗まれたうえジェリー含むネズミたちから反撃も喰らい、最後は飼い主の逆鱗に触れて案山子の役をやらされた。
ジェリー
畑に侵入して見張りのトムに追いかけられるも巧みにかわし、やがて自分そっくりのネズミを何匹も連れてきてトムへ反撃。最後は案山子になったトムのそばで他の自身そっくりネズミと一緒に作物の加工作業をした。
ジェリーそっくりのネズミたち
本物のジェリーがトムに捕まりそうになると、一致団結してトムに反撃し畑も荒らす。最後は案山子になったトムを尻目にジェリーと一緒に作物の加工作業をした。
飼い主の女性
トムに「自慢の畑を荒らされないよう見張り」を命じて出かけたが、帰宅すると畑がネズミたちにことごとく荒らされた惨状を見て激怒。最後は罰としてトムに案山子の役をやらせた。